# Taras Schelestjuk
Taras Oleksandrowytsch Schelestjuk (ukrainisch Тарас Олександрович Шелестюк; * 30. November 1985 in Makijiwka, Ukrainische SSR) ist ein ukrainischer Profiboxer im Weltergewicht. 
Als Amateur war er unter anderem Weltmeister 2011 und Bronzemedaillengewinner der Olympischen Spiele 2012.

## Amateurkarriere
Taras Schelestjuk bestritt etwa 210 Amateurkämpfe und wurde 2009 erstmals Ukrainischer Meister, nachdem er unter anderem Jewhen Chytrow und Denis Lasarew besiegt hatte. Er durfte anschließend an den Weltmeisterschaften 2009 in Mailand teilnehmen und erreichte nach Siegen gegen Leon Chartoy und Önder Şipal das Achtelfinale, wo er gegen Serik Säpijew ausschied.
2010 wurde er mit einem Finalsieg gegen Denis Lasarew erneut Ukrainischer Meister und startete bei den Europameisterschaften 2010 in Moskau. Dort konnte er Andrei Samkowoi, Önder Şipal und John Joyce besiegen, ehe er im Halbfinale gegen Balázs Bácskai unterlag und so mit einer Bronzemedaille ausschied.
Auch 2011 gewann er den Ukrainischen Meistertitel mit einem Finalsieg gegen Denis Lasarew und war damit für die Weltmeisterschaften 2011 in Baku nominiert, wo er ebenfalls die Goldmedaille gewann. Er hatte sich dabei gegen Torben Keller, Carlos Banteur, Alexis Vastine, Andrei Samkowoi, Vikas Krishan und Serik Säpijew durchgesetzt.
Als amtierender Weltmeister war er anschließend für die Olympischen Spiele 2012 in London qualifiziert, wo er eine Bronzemedaille erkämpfte. Nach Siegen gegen Vasile Belous und Alexis Vastine, war er im Halbfinale knapp mit 10:11 gegen Fred Evans ausgeschieden.

## Profikarriere
Nach den Olympischen Spielen wechselte Taras Schelestjuk ins Profilager und unterzeichnete bei den US-Promotern Thompson Boxing Promotions und Banner Promotions. Sein Manager war anschließend Vadim Kornilov. Trainiert wurde er bisher von Freddie Roach, Eric Brown und Joel Díaz. Sein Profidebüt gewann er am 29. März 2013.
Am 6. November 2015 gewann er die Titel WBA Intercontinental und NABO North American im Weltergewicht. Er besiegte dabei den Russen Aslanbek Kosajew (Bilanz: 26-1) einstimmig nach Punkten.
Am 11. März 2022 boxte er gegen Gabriel Maestre (4-0) um die Position 2 der WBA-Rangliste der WM-Herausforderer, erreichte aber nur ein Unentschieden.